# Anastassija Alexandrowna Rybatschenko
Anastassija Alexandrowna Rybatschenko (russisch Анастасия Александровна Рыбаченко; * 11. September 1991 in Moskau) ist eine russische politische Aktivistin. Sie wurde zweimal zum Mitglied des Politischen Rates des Moskauer Stadtverbandes der Bewegung „Solidarnost“ gewählt, ebenfalls leitete sie den Jugendausschuss sowie das Pressedienst-Büro der „Solidarnost“ in Moskau.

## Ausbildung
Rybatschenko studierte Politikwissenschaften an der Staatlichen Akademischen Universität für Geisteswissenschaften in Moskau und absolvierte den Studiengang „Internationale Beziehungen“ an der Technischen Universität Tallinn.

## Politische Karriere
Im Jahr 2008 wurde Rybatschenko Mitglied der russischen demokratischen Bewegung „Solidarnost“, die etwa zur gleichen Zeit gegründet wurde. Sie arbeitete als Freiwillige des Personals von Sergej Davidis, des Kandidaten für die 2009 Wahlen zum Moskauer Stadtparlament.
Im Jahr 2010 wurde sie zum Mitglied des Politischen Rates des Moskauer Stadtverbandes von „Solidarnost“ gewählt  und war das jüngste Mitglied im Rat. Im Jahr 2011 wurde sie wiedergewählt.
Seit dem Jahr 2010 repräsentierte Rybatschenko „Solidarnost“ im Koordinierungsausschuss der Kampagne „Strategie-31“. Die teilnehmenden Organisationen, darunter die Moskauer Helsinki-Gruppe, das Memorial Menschenrechtszentrum und die Partei „Das Andere Russland“, organisierten eine Reihe von zivilen Protesten zur Unterstützung des Rechts auf friedliche Versammlung, den der Artikel 31 der russischen Verfassung garantiert.
Von 2010 bis 2011 war sie Vorsitzende des Jugendausschusses von „Solidarnost“ in Moskau. Sie organisierte Vorträge demokratischer Politiker und Persönlichkeiten des öffentlichen Lebens in Moskauer Universitäten (Julia Latynina, Wladimir Ryschkow, Valery Panjuschkin, Mikhail Delyagin, Alexei Nawalny und Anwälte von Michail Chodorkowski).
Im Dezember 2010 war Rybatschenko unter den Beobachtern der Präsidentschaftswahl in Belarus. Im Anschluss an die Protestdemonstration am 19. Dezember in Minsk, initiierte Rybatschenko in Moskau eine Kampagne zur Unterstützung der in Belarus verhafteten russischen Bürger. Aktivisten von „Solidarnost“ sammelten Unterschriften, führten eine Medienkampagne durch und verhandelten mit dem russischen Außenministerium. Die Aktivisten überzeugte die russischen Behörden, aktiver für die Verhafteten aufzutreten, vor allem in den Fällen von zwei russischen Bürgern, Ivan Gaponov und Artyom Breus, und später im Fall des belarussischen Bürgers Fedor Mirzayanov, um Interessen seines Vaters zu vertreten, der Bürger der russischen Föderation sei, so die Aktivisten. Während Gaponov und Breus freigelassen wurden, im Falle Mirzayanovs erreichten die Aktivisten nur, dass die Vertreter der russischen Botschaft in Minsk seinen Fall beobachten, jedoch wurde Mirzayanov zu drei Jahre Haft verurteilt.
Im Jahr 2012 arbeitete Rybatschenko als Vorsitzende des Pressedienst-Büros von „Solidarnost“ in Moskau. Sie rekrutierte und trainierte Freiwilligen, verwaltete die Kommunikation mit Medien, insbesondere für die Kampagne von „Solidarnost“ zur Unterstützung von Jewgeni Urlashov während der Bürgermeisterwahl in der großen russischen Stadt Jaroslawl.
Am 6. Mai 2012 war Rybatschenko eine von vielen Tausenden, die auf dem Bolotnaya Platz in Moskau für die fairen Wahlen des Präsidenten der Russischen Föderation demonstrierten. Da die russische Regierung im Anschluss an die Demonstration begann, die Zivilgesellschaft in Russland unterdrücken, war Rybatschenko unter denjenigen, die Russland verlassen haben. Seitdem studierte sie in Estland und Deutschland und nahm an verschiedenen politischen Initiativen und Publikationen teil.